# أوتو إنغستروم
أوتو إنغستروم (بالفنلندية: Otto Engström)‏ (و. 1853 – 1919 م) هو طبيب توليد، من فنلندا، توفي عن عمر يناهز 66 عاماً.